# Hofbräu Kaltenhausen
Das Hofbräu Kaltenhausen war eine österreichische Bierbrauerei, die 1475 vom Salzburger Bürgermeister und Kaufmann Hans Elsenheimer im Weiler Kaltenhausen im Halleiner Stadtteil Au erbaut wurde. Heute gehört die Marke zur Heinekengruppe. Auf dem Firmengelände befinden sich eine Gaststätte sowie eine Kleinstbrauerei.

## Geschichte

### Gründung

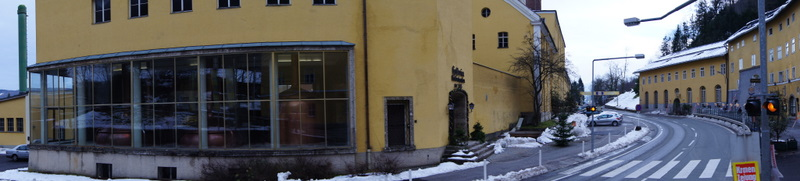
Panoramabild Durchfahrtsstraße Hofbräu Kaltenhausen

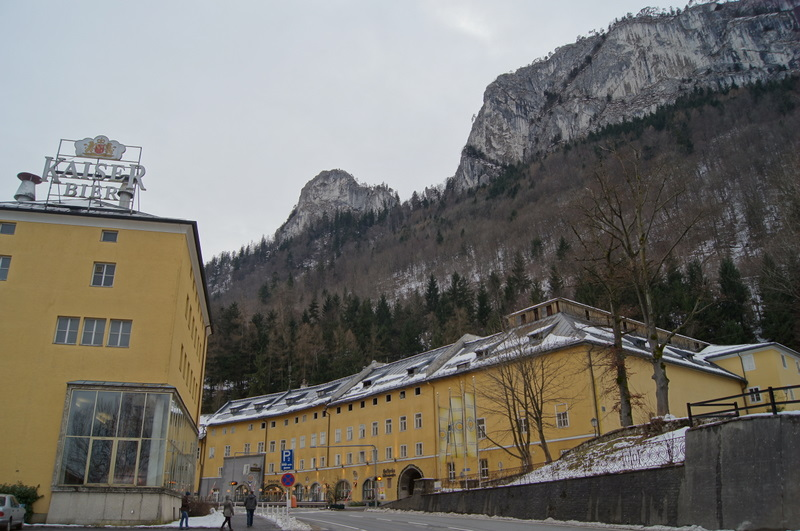
Hofbräu Kaltenhausen am Fuße der Barmsteine

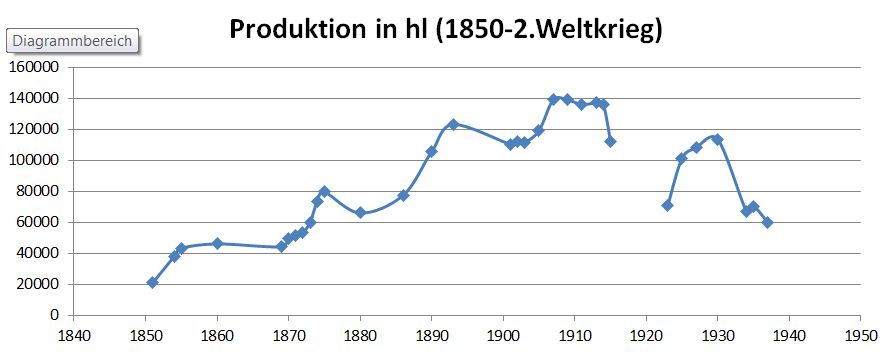
Entwicklung der Bierproduktion

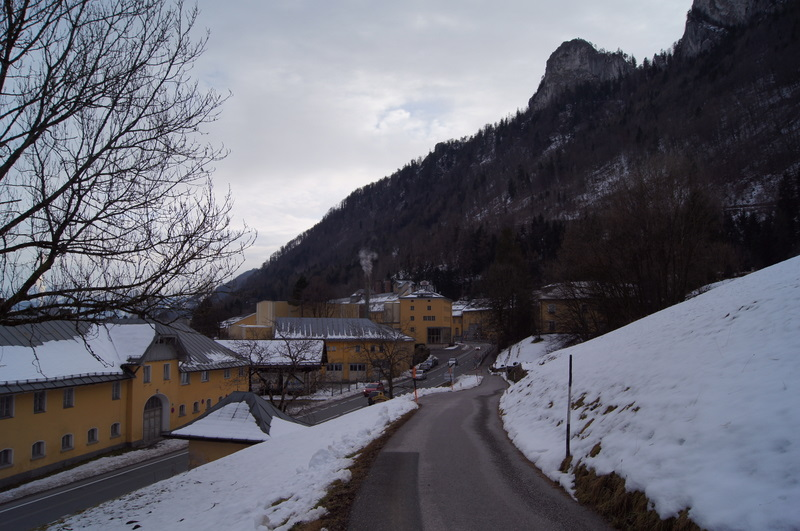
Ehemaliges Firmengelände

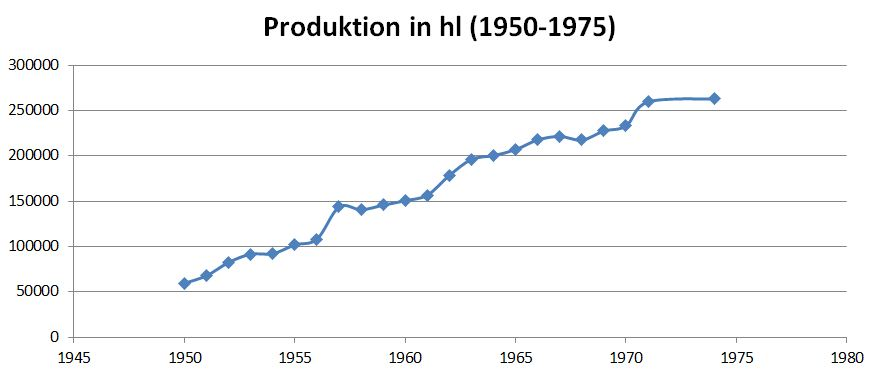
Entwicklung der Bierproduktion

In der Blütezeit der Stadt Hallein in der Wende vom Mittelalter zur Neuzeit entwickelten sich neue Erwerbszweige, so auch das Bierbrauen. Die älteste Quelle über die Bierbrauerei in Hallein geht jedoch bis ins Jahr 1439 zurück.
Der Salzburger Bürgermeister und Stadtrichter (von 1469 bis 1483) Hans Elsenheimer (auch: Johann Elsenhaimer) errichtete 1475 das sogenannte Kaltes Bräuhaus. Die Errichtung erfolgte auf einer Hofstatt bei Hallein, die vom Fürsterzbischof Bernhard von Rohr leihweise zur Errichtung eines "prewstadls und kellers" überlassen wurden. Der Name Kaltes Bräuhaus bezieht sich auf die kalten Luftröhren, die zur Lagerung genutzt wurden. Der Standort unter den Barmsteinen hatte einen besonderen Vorteil gegenüber allen anderen Brauereien von seinerzeit: So genannte Windröhren (Windlöcher) im Berg boten einen Luftwechsel zwischen Innen- und Außenluft, was eine natürliche thermodynamische Kühlung bewirkte. Windröhren sind Höhlen in verschiedenen Höhenlagen im Berg mit mehreren Eingängen, die den Naturzug und damit die Abkühlung ermöglichen.

### Erzbischöfliche Zeit
Nach dem Tod von Johann Elsenhaimer (1483) verkaufte sein Sohn Hans 1489 die Elsenheimerische Brauerei zu Kaltenhausen an den Fürst-Erzbischof Leonhard von Keutschach und die Brauerei ging somit in den Besitz der fürsterzbischöflichen Hofkammer über. Hofbräu Kaltenhausen entwickelte sich zur größten Brauerei Salzburgs und größten Konkurrenz für die bürgerlichen Brauhäuser in Hallein. Die Salzburger Erzbischöfe vergrößerten und förderten die Brauerei, die dank des gesicherten Absatzes wegen eines allgemeinen Verbotes anderes als Bier aus den erzbischöflichen Brauereien auszuschenken, eine wichtige Einnahmequelle darstellte.
Dies brachte dem Erzbischof den Spitznamen Lindl-Wirt bei der Salzburger Bevölkerung ein.
150 Jahre später, 1646, wurden bereits in zwei Sudpfannen 12.800 Eimer Bier gebraut. Im selben Jahr wurde auch erstmals das noch heute bekannte Märzenbier gebraut. Auch bei den folgenden Salzburger Erzbischöfe war die Brauerei immer ein besonderes Liebkind. 1648 gab es dann eine Zweigniederlassung in der Stadt Salzburg im Kalten Brauhaus im Kai (beim Nonntaler Tor).
Durch das Biermonopol (1652–1681), welches den bürgerlichen Brauereien die Lieferung von Bier außerhalb des Stadtgebietes versagte, wurde die Stellung des Hofbräuhauses Kaltenhausen gestärkt. 1712 erfolgte eine ansehnliche Vergrößerung des Betriebes unter Erzbischof Franziskus Antonius Fürst von Harrach.

### Die Entwicklung der Brauerei Kaltenhausen von 1800 bis 1900
Mit dem Reichsdeputationshauptschluss vom 25. Februar 1803 fiel die weltliche Macht der Fürsterzbischöfe als Reichsfürsten. Die Brauerei kam nun in das Eigentum des neuen Landesherren, zuerst Ferdinand, Erzherzog von Österreich (bis 1806) und dann an Kaiser Franz I von Österreich (bis 1809). Im Jahr 1809 wurde sie im Rahmen der Koalitionskriege unter französische Verwaltung gestellt. 1811 ging sie in den Besitz der bayrischen Krone über.
1815 kaufe die Kurfürstin Maria Leopoldine von Österreich-Este die Brauerei für 150.00 Gulden. Sie und ihr Sohn Maximilian von Arco-Zinneberg machten aus der Brauerei einen der führenden Industriebetriebe des 19. Jahrhunderts. Sie konzentrierte sich im Rahmen ihrer wirtschaftlichen Tätigkeit unter anderem auf die Modernisierung der Brauereien. In der Brauerei Kaltenhausen wurde, zum Brechen des Malzes, die erste Dampfmaschine im Land Salzburg aufgestellt. So wurde die Brauerei Kaltenhausen in einen Brauerei-Großbetrieb umgewandelt.
Die zunehmende Produktionssteigerungen im Rahmen der Industrialisierung gingen Hand in Hand mit einer Erweiterung des Absatzgebietes auf Ober- und Niederösterreich sowie Tirol. Noch 1860 beschränkte sich der Absatz auf die umliegenden Orte von Salzburg und Hallein.
Durch die Einführung der Gewerbefreiheit (1860) und der Auflösung der Brauerzunft (1873) zeichnete sich der Niedergang der handwerksmäßig betriebenen Brauereien in Hallein ab. Grund war zum Teil die übermächtige Konkurrenz von Kaltenhausen.
Neben Kaltenhausen gab es noch fünf andere Brauereien, die über 10.000 hl pro Jahr brauen konnten, eine davon war die auch heute noch bekannte Stieglbrauerei zu Salzburg. Kaltenhausen produzierte jedoch mehr als alle fünf zusammen und hatte im Land Salzburg einen Marktanteil von 35,1 %. Seit 1896 liegt die Brauerei im Stadtgebiet von Hallein.
1898 wurde das „Gräflich Arco-Zinneberg'sches Brauhaus Kaltenhausen“ an die bayrische Filiale der Deutschen Bank in München verkauft. Drei Jahre später wurde sie 1901 in die „Aktiengesellschaft Brauerei Kaltenhausen“ umgewandelt.

### 20. Jahrhundert
Die ersten Geschäftsjahre der jungen Aktiengesellschaft standen unter dem Zeichen einer wirtschaftlichen Depression. Trotz der geringen Konsumfähigkeit der Bevölkerung und steigender Rohstoffpreise konnten durch Rationalisierungsinvestitionen und Einsparungen Gewinne erwirtschaftet werden. Auch die ständig notwendige Umstellung auf moderne Erzeugungsanlagen, aber auch die Erweiterung und Sicherung des Absatzes waren mit einem hohen Kapitalbedarf verbunden. Bereits 1903 wurde eine Hypothekenanleihe in Höhe von 400.000 Kronen aufgenommen. Kurz vor dem Beginn des Ersten Weltkrieges ging es jedoch bergauf und die Stellung wurde auch durch die Fertigstellung des Tauerntunnels 1906 gefestigt. Der Absatz wurde auch durch den Kauf und gleichzeitiger Stilllegung einiger Braubetriebe gefördert. Trotz Umsatzsteigerungen mussten 1907–1912 Gewinneinbußen durch steigende Rohstoffpreise und die Lohnerhöhungen sowie Arbeitszeitverkürzungen hingenommen werden.
1916 wurde ein weiterer Kredit zum Erwerb der „Vereinigten Salzburger Brauereien“ aufgenommen. Die übernommenen Brauereien wurden geschlossen und die Produktion nach Kaltenhausen verlegt.
Der Erste Weltkrieg hatte anfänglich keinen Einfluss auf die Absatzentwicklung von Kaltenhausen. Erst die längere Kriegsdauer und zunehmende Rohstoffknappheit führten zu mengen- und qualitätsmäßigen Einschränkungen, die dann gegen Ende des Krieges auf einen Bruchteil der Vorkriegserzeugung sank. Im Jahre 1917 wurde in Zusammenarbeit mit der Stieglbrauerei zu Salzburg und der Salzkammergutbrauerei in Gmunden eine Kommanditerwerbsgesellschaft zur Vermietung der Kühlräume an die Heeresverwaltung gegründet.
1921 ist die Brauerei ein Gründungsbetrieb der ehemaligen „Braubank AG“. Dies war ein Zusammenschluss der Brauerei Gmunden, Linzer Aktienbrauerei, Poschacher Brauerei in Linz und der Wieselburger Aktienbrauerei. Der Grundgedanke war, durch gemeinsame Planung und Ausrüstung der Braustätten und gemeinsamem Einkauf zu einer einheitlichen kaufmännischen Führung und zur Beseitigung des unökonomischen Wettbewerbes zu gelangen. 1925 wurde der Firmenwortlaut in „Österreichische Brau Aktiengesellschaft“ geändert, worin die rechtliche Verschmelzung der Brauereien zum Ausdruck kommt. Nach 300-jähriger vorherrschender Stellung in der Salzburger Brauwirtschaft wurde sie nach dem Ersten Weltkrieg von der Brauerei Stiegl überholt.
Die schlechten wirtschaftlichen Verhältnisse und die hohe Besteuerung des Bieres ließen die Produktion der Brauerei Kaltenhausen von 1929/30 bis 1936 um 47 % fallen. 1932 wurde die Brauerei Gmunden auf Grund der Wirtschaftskrise zeitweise stillgelegt, um die Schwesterbrauereien Kaltenhausen und Poschacher Brauerei besser auslasten zu können. Dadurch erklärt sich die stabile Auslastung der Brauerei Kaltenhausen.
In den Gewölben der aufgelassenen Fassbinderwerkstätte des Hofbräus Kaltenhausen wurde 1986 das „Brauerei- und Bindereimuseum – Hofbräu Kaltenhausen“ eingerichtet.
1998 fusionierte die „österreichischen Brau AG“ mit der Steirerbrau zur Brau Union Österreich AG. Bis zum Sommer 2010 wurde jedoch auf dem Gelände des ehemaligen Hofbräu Kaltenhausen die Biersorten „Kaiser“ und „Edelweiß“ gebraut.

### 21. Jahrhundert
2011 wurde der großtechnische Brauereibetrieb in Kaltenhausen unter dem letzten Braumeister Dr. Günter Seeleitner eingestellt. Die Produktion wurde danach eingestellt und 8 der 128 Mitarbeiter, die am Standort Kaltenhausen beschäftigt waren, mussten entlassen werden.  Die Anlagen wurden demontiert und die Gebäude bist auf das Sudhaus im Sommer 2016 abgerissen. Die Produktion wurde in die Brauerei Zipf (Oberösterreich) und die Brauerei Wieselburg (Niederösterreich) verlagert. Es wird jedoch weiterhin Bier in einer neu errichteten vollautomatischen Kleinanlage gebraut (ca. 12 Hektoliter pro Sud was einer Kleinstbrauerei entspricht) und damit verbunden eine "Eventgastronomie" betrieben.

## Braugasthof
Zum Hofbräu gehört auch eine große Gastwirtschaft, der Braugasthof Hofbräu Kaltenhausen. Er wurde von 1989 bis Sommer 2011 vom Pächterehepaar Edith und Anton Haas geführt. Am 22. November 2011 wurde diese Gaststätte durch die Hopfen + Malz Kaltenhausen GmbH, eine 100-prozentige Tochtergesellschaft der Sternbräu GmbH aus der Stadt Salzburg, als neuem Pächter nach einer Renovierung neu eröffnet.
Das Ruperti-Gwölb ist ein Gewölbesaal, dessen Wände und hohe Sälen aus roten Ziegeln gemauert sind. Seine Architektur erinnert an gotische Gewölbe. In ihm finden ca. 150 Personen Platz. Das Ruperti-Gwölb hat einen eigenen Eingang und gehört zum Hofbräu Kaltenhausen. Die gastronomische Versorgung bei Veranstaltungen übernimmt jedoch der Braugasthof.
Daneben gibt es die Spezialitäten-Manufaktur Hofbräu Kaltenhausen eine Kleinbrauerei mit Seminarangebot. Die Investitionssumme beläuft sich auf ca. 1 Mio. EUR.

## Gebinde

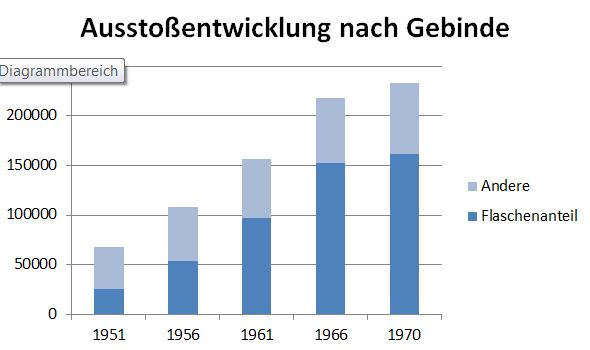
Ausstoß nach Gebinde

Wie die meisten anderen Brauereien stellte die Hofbräu Kaltenhausen im 20. Jahrhundert einen Großteil der Produktion auf Flaschenabfüllung um. Neben den in Österreich üblichen Mehrwegflaschen mit Pfand wurden bestimmte Biersorten auch in Aluminiumdosen abgefüllt. Edelweiss Bier wurde auch in 4-Liter-Fässern für Heimzapfanlagen abgefüllt. Neben den für die Gastronomie üblichen Fässern gab es auch ein selbstkühlendes 20-Liter-Fass für den Endkonsumenten.

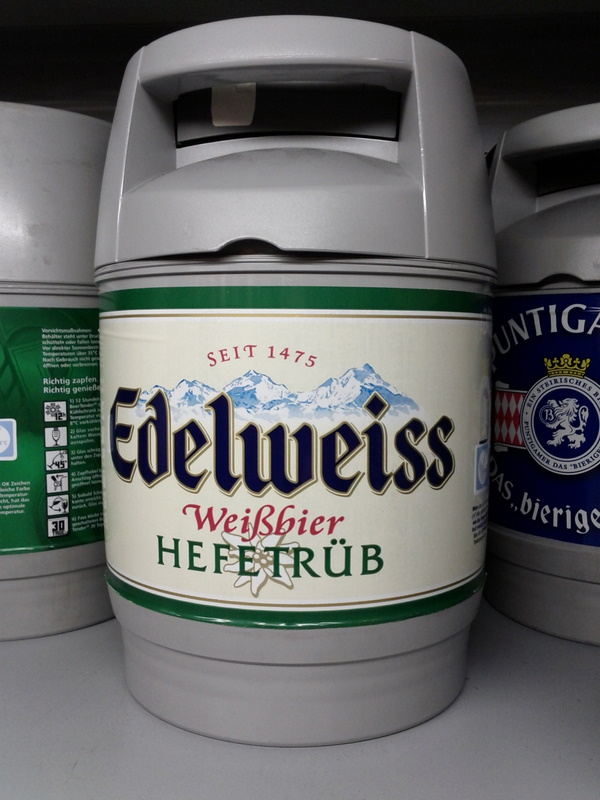
Edelweiss Beertender
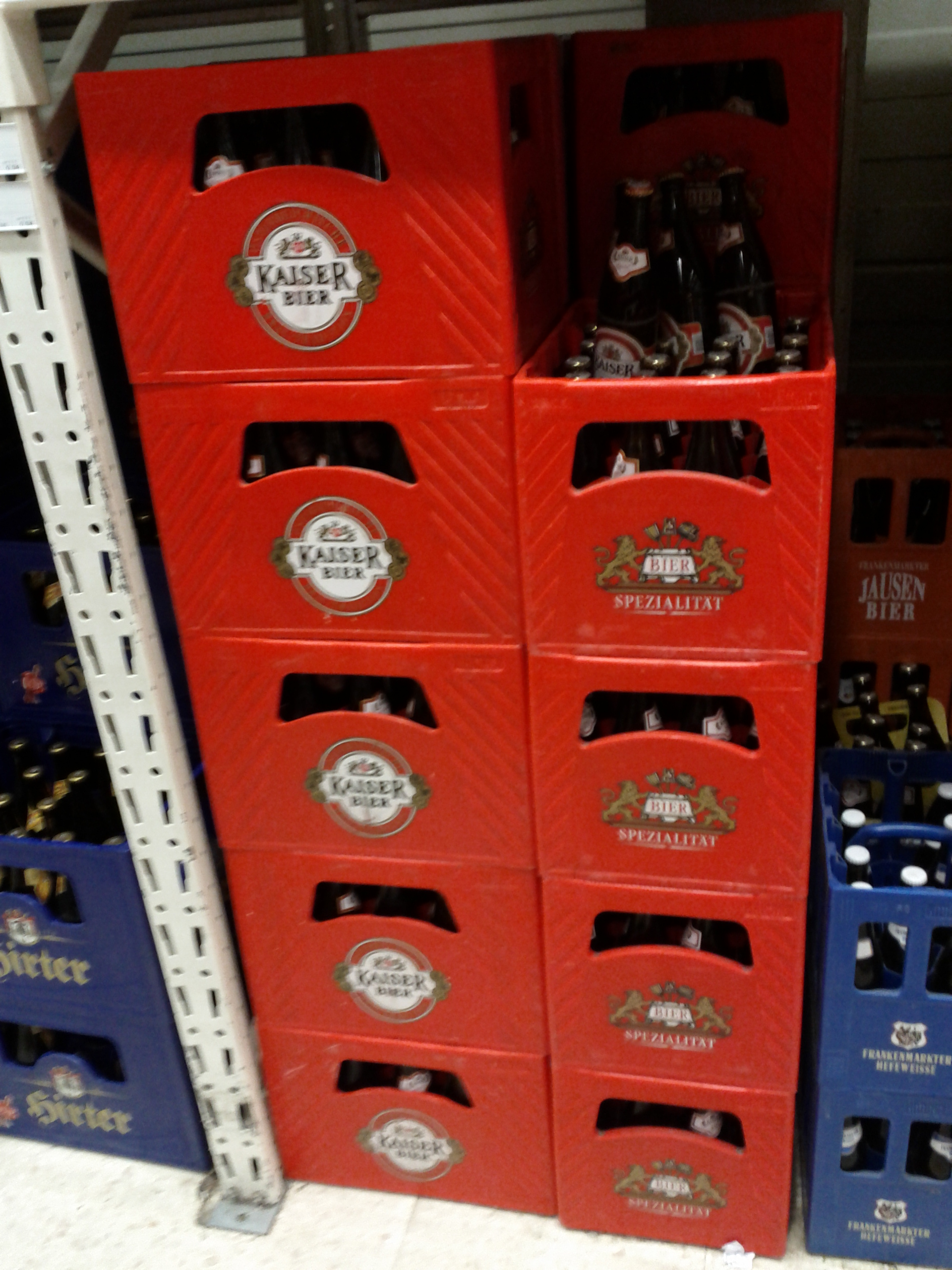
Kaiser Bierkisten

## Produkte

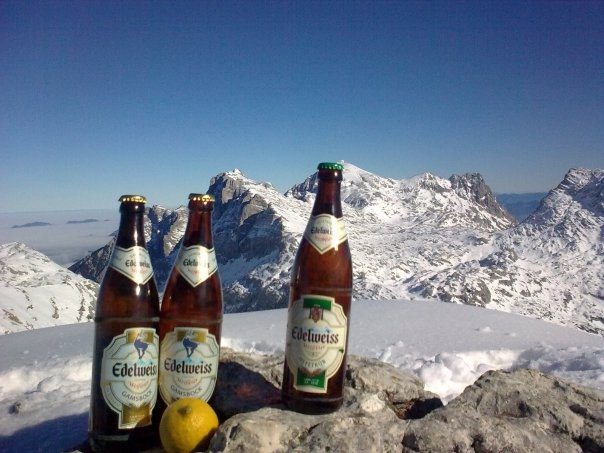
Edelweiss Gamsbock und Edelweiss Hefetrüb vor markentypischem Berghintergrund

Kaiser Premium Bier Logo

Der Hopfen für die Biere von Kaltenhausen kam aus Saaz, dem Mühlviertel, der Hallertau und Slowenien, das Malz aus der Mälzerei in Liesing.
Ehemalige Biere:
- Kaltenhausener Lager
- Ruperti Gold Hell
- Bischofsbräu-Doppel-malz
- Festbock

1967 wurde eine Straffung der Marken und Sorten der Brau Union durchgeführt. Dieser Sortimentsstraffung fielen die oben genannten Biere zum Opfer.
In der Brauerei wurden bis 2010 folgende Biere gebraut:
Kaiser Bier
- Kaiser Märzen
- Kaiser Premium
- Kaiser Pils
- Kaiser Radler
- Kaiser 2,9
- Kaiser Doppelmalz

Edelweiss
- Edelweiss Hofbräu
- Edelweiss Hefetrüb
- Edelweiss Gamsbock
- Edelweiss Dunkel
- Edelweiss Alkoholfrei

## Auszeichnungen

DLG-Logo

DLG-Prämierungen
- Edelweiss Hofbräu
Ausgezeichnet mit DLG-Prämierungen Gold 2008, 2010 und 2011
- Edelweis Hefetrüb
Ausgezeichnet mit DLG-Prämierungen Gold 2008, 2009, 2010 und 2011
- Edelweiss Gamsbock
Ausgezeichnet mit DLG-Prämierungen Gold 2010 und 2011 sowie dem European Beer Star Bronze 2010.[18]

European Beer Star

European Beer Star in Bronze 2009 und in Silber 2010 und 2011.
World Beer Cup

World Beer Cup für
- Edelweiss Hefetrüb (1996)
- Edelweiss Hefetrüb (2000)
- Edelweiss Dunkel (2000)